# Novoheorhiivka
Novoheorhiivka  (ucraniano: Новогеоргіївка) es una localidad del Raión de Podilsk en el Óblast de Odesa de Ucrania. Según el censo de 2001, tiene una población de 1037 habitantes.